# Левент
Леве́нт (тур. Levent) — деловой район Стамбула (Турция), расположенный в европейской части города. Входит в состав муниципального округа Бешикташ, который находится к северу от залива Золотой Рог, на западном берегу пролива Босфор. Левент конкурирует с соседним районом Маслак по части проектов застройки элитными небоскребами. В Левенте живут много турецких знаменитостей. И там построен самый большой в Турции небоскреб, 54-этажный «Сапфир», имеющий в высоту 261 метр, включая шпиль.

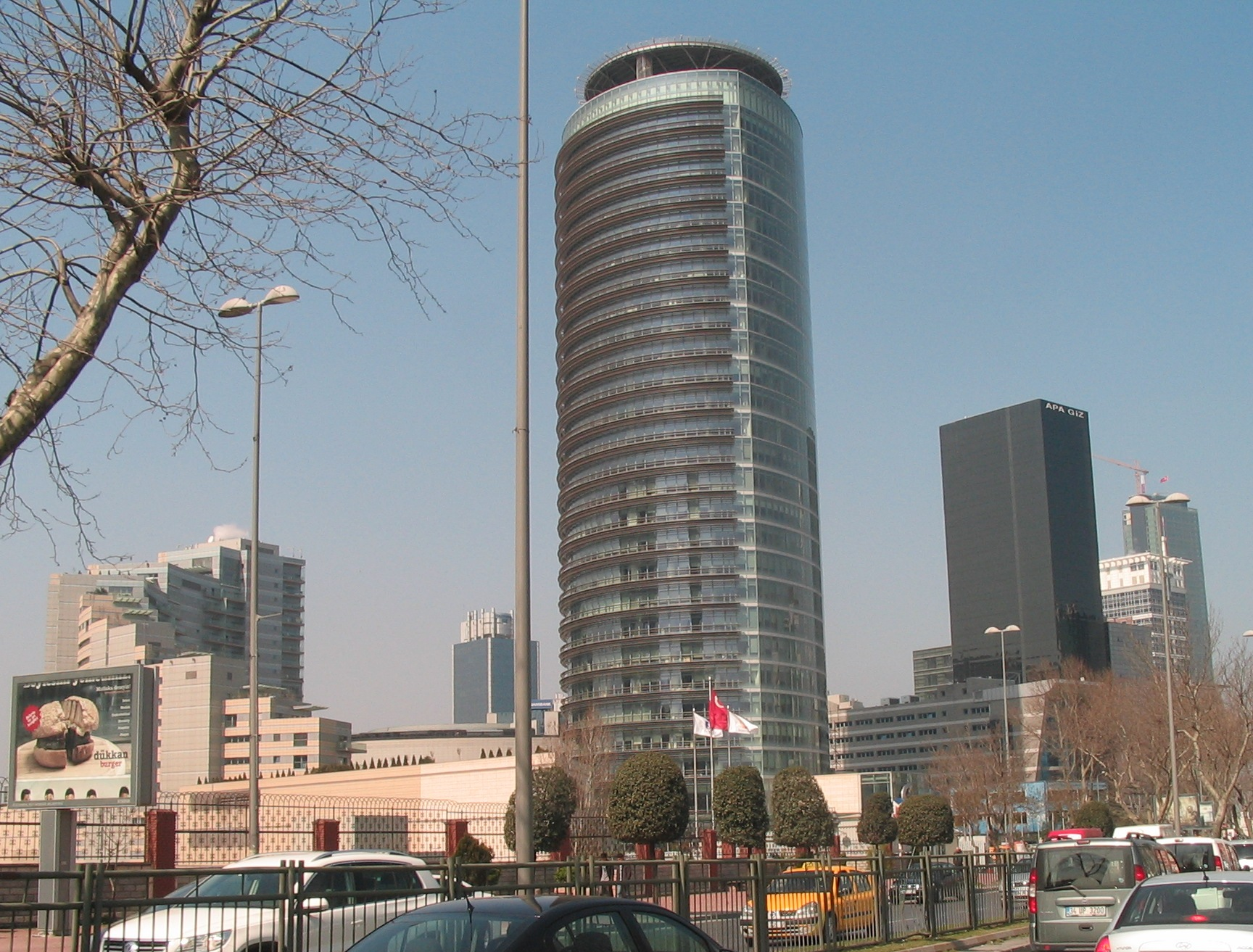
Шоппинг-центр Каньон в Левенте, на фоне небоскрёба Сапфир

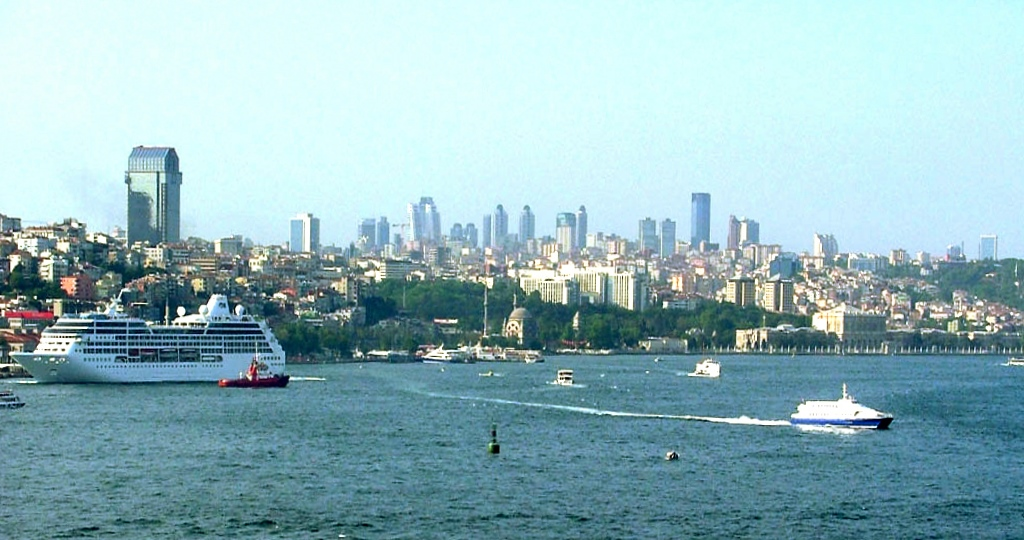
Линия горизонт с панорамой делового района Левент, вид с Босфора, справа Дворец Долмабахче.

## Происхождение названия
Слово «Левент» — многозначное. Так же звучит мужское турецкое имя. Название происходит от слова Levend, что в османском флоте означало «морской солдат», что в свою очередь произошло от слова Levantino (левантийский), что означает «человек из Леванта» (Восточного Средиземноморья) в итальянском языке. Генуэзцы и венецианцы, основавшие в Стамбуле свои колонии, также называли турецких моряков словом Levend. Впервые это слово в турецком языке было употреблено в XVI веке для обозначения моряков.
В XVIII веке это название стало применяться и к окрестностям, так как в XVIII—XIX веках адмирал османского флота, великий визирь Джезаирли Гази Хасан-паша, построил там казармы для военно-морского флота.
Близлежащий район Истинье на европейской береговой линии Босфора также был важной стратегической верфью и доками для обслуживания и ремонта военных кораблей османского военно-морского флота. Арсенал Императорского морского и Морского министерства османского флота были расположены на противоположном берегу залива Золотой Рог.

## Галерея

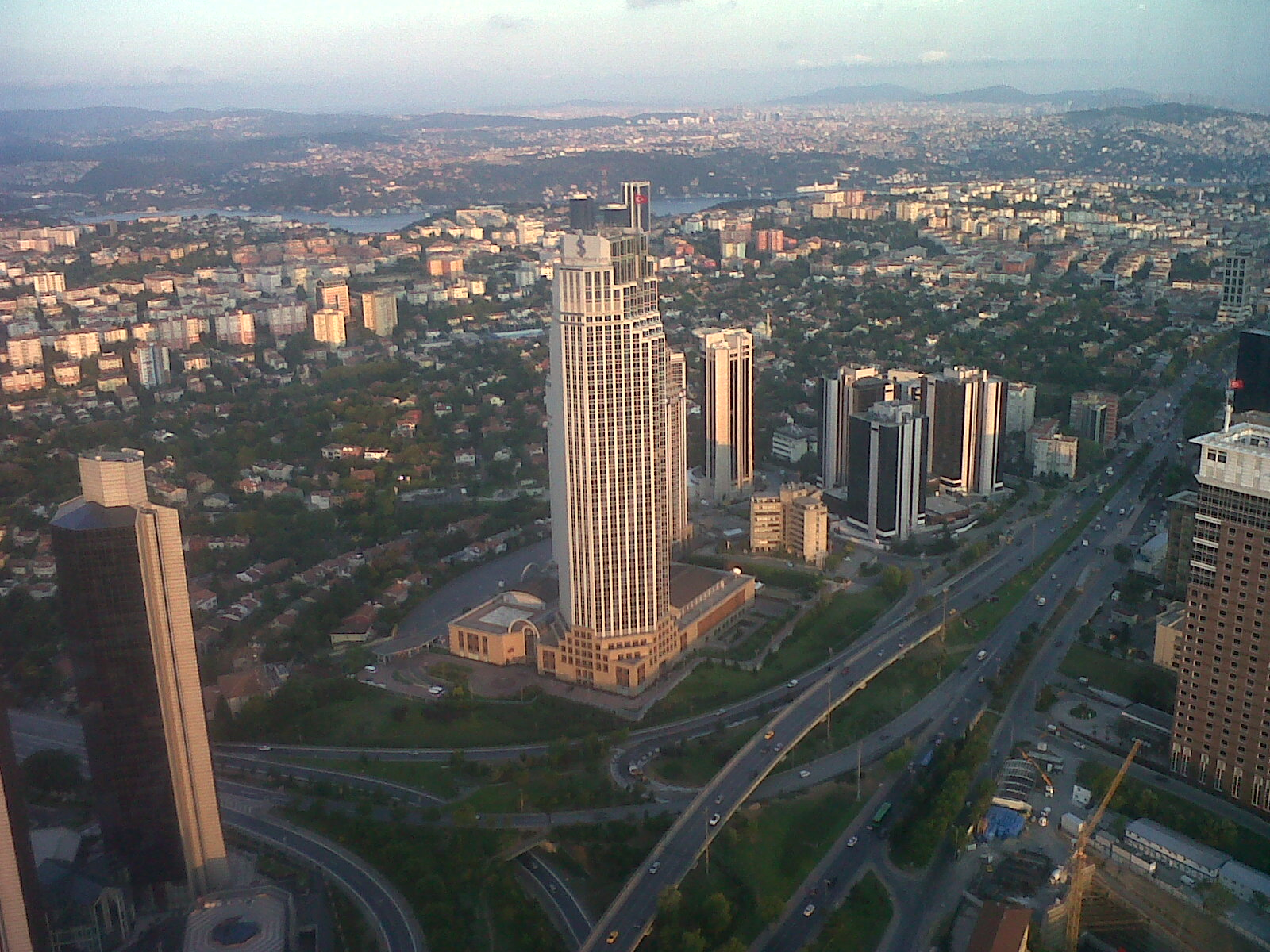
Вид на Левент с небоскреба «Сапфир»
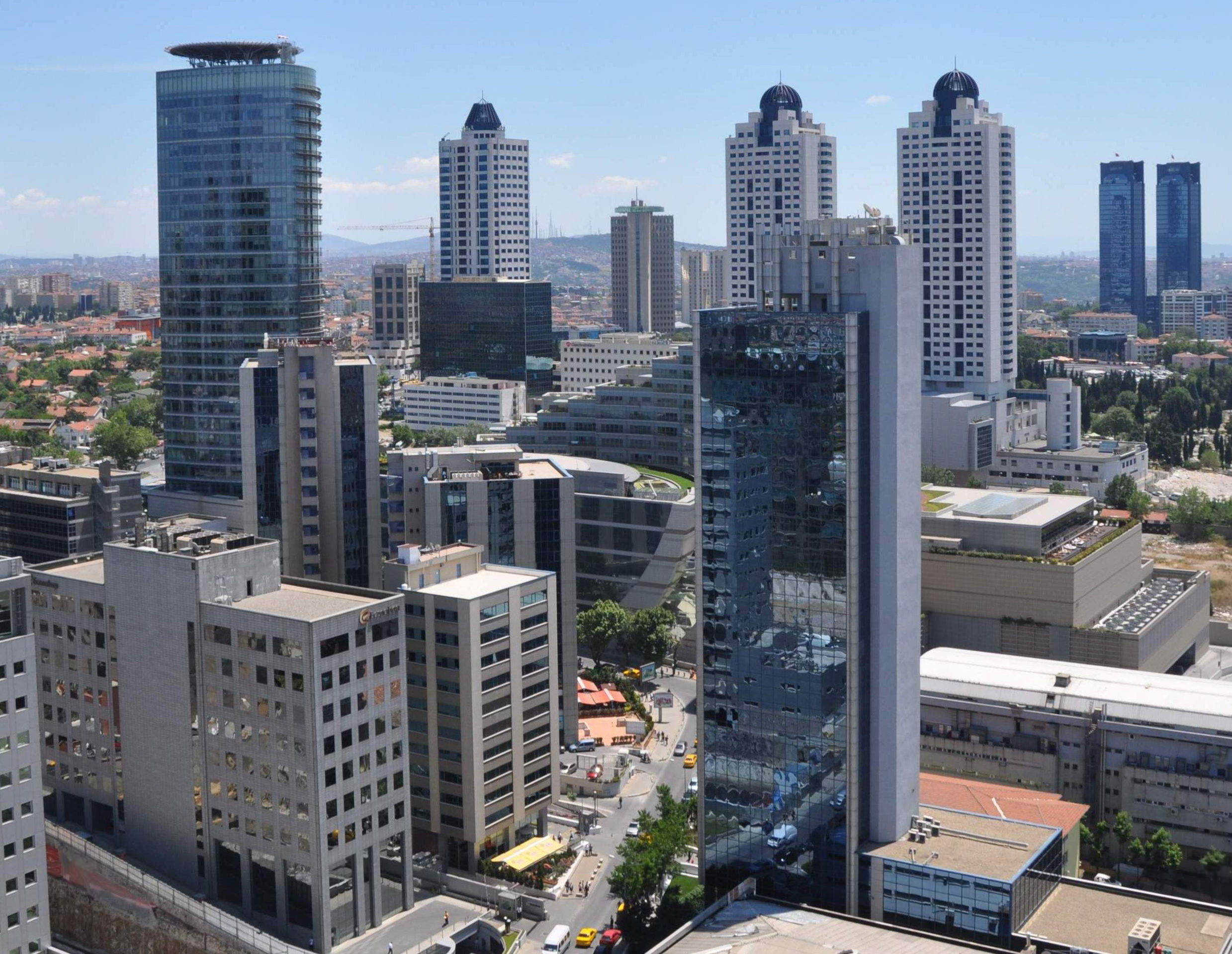
Глядя на Этилер и Зинджирликуйу
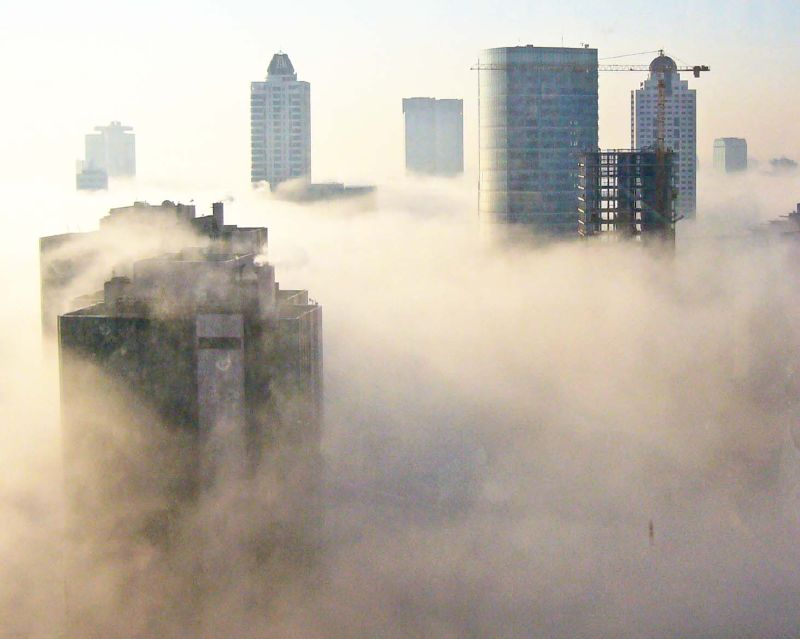
Левент в тумане
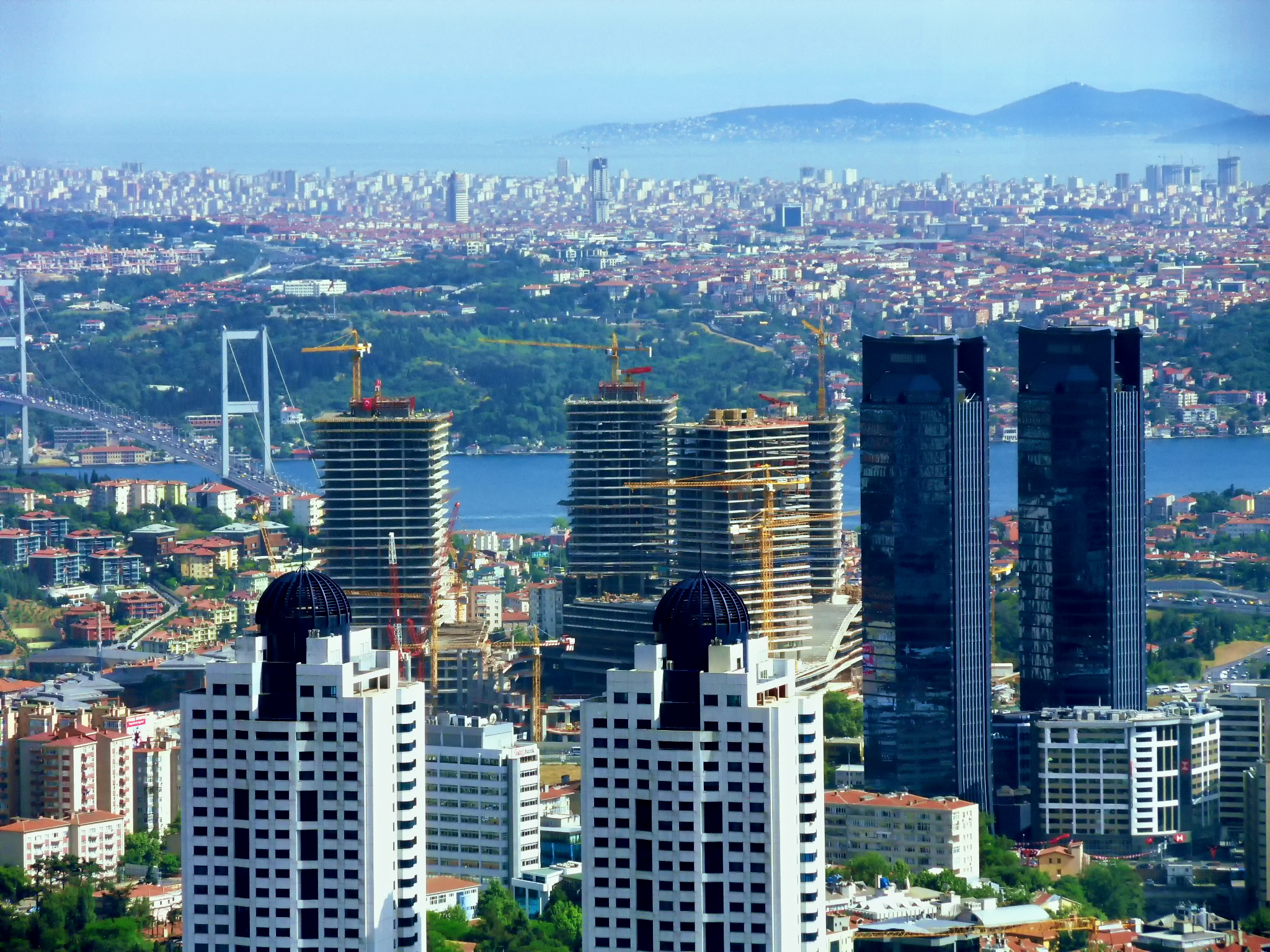
Вид на Анатолийскую часть Стамбула с левента
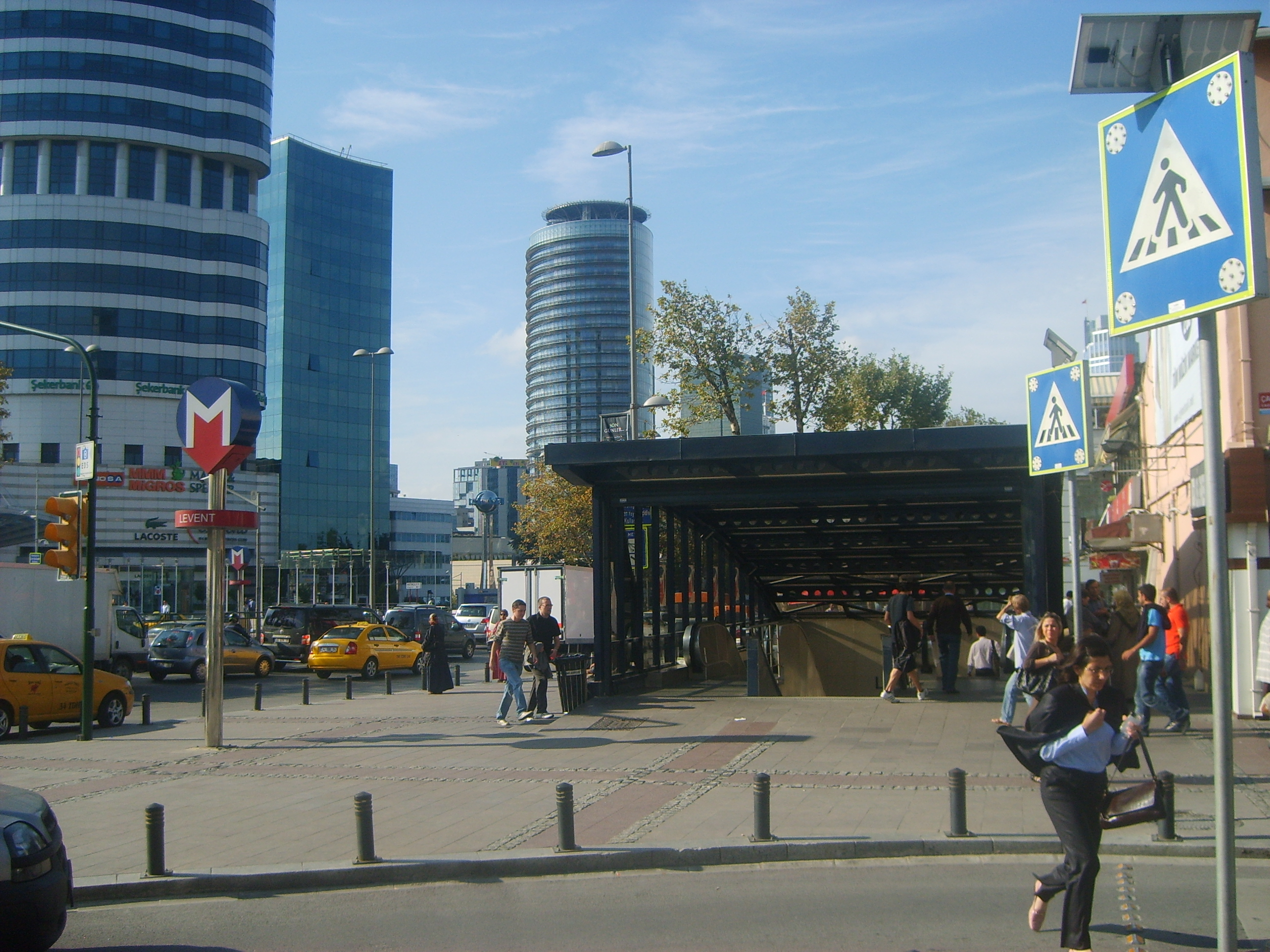
Станция «Левент» метро Стамбула
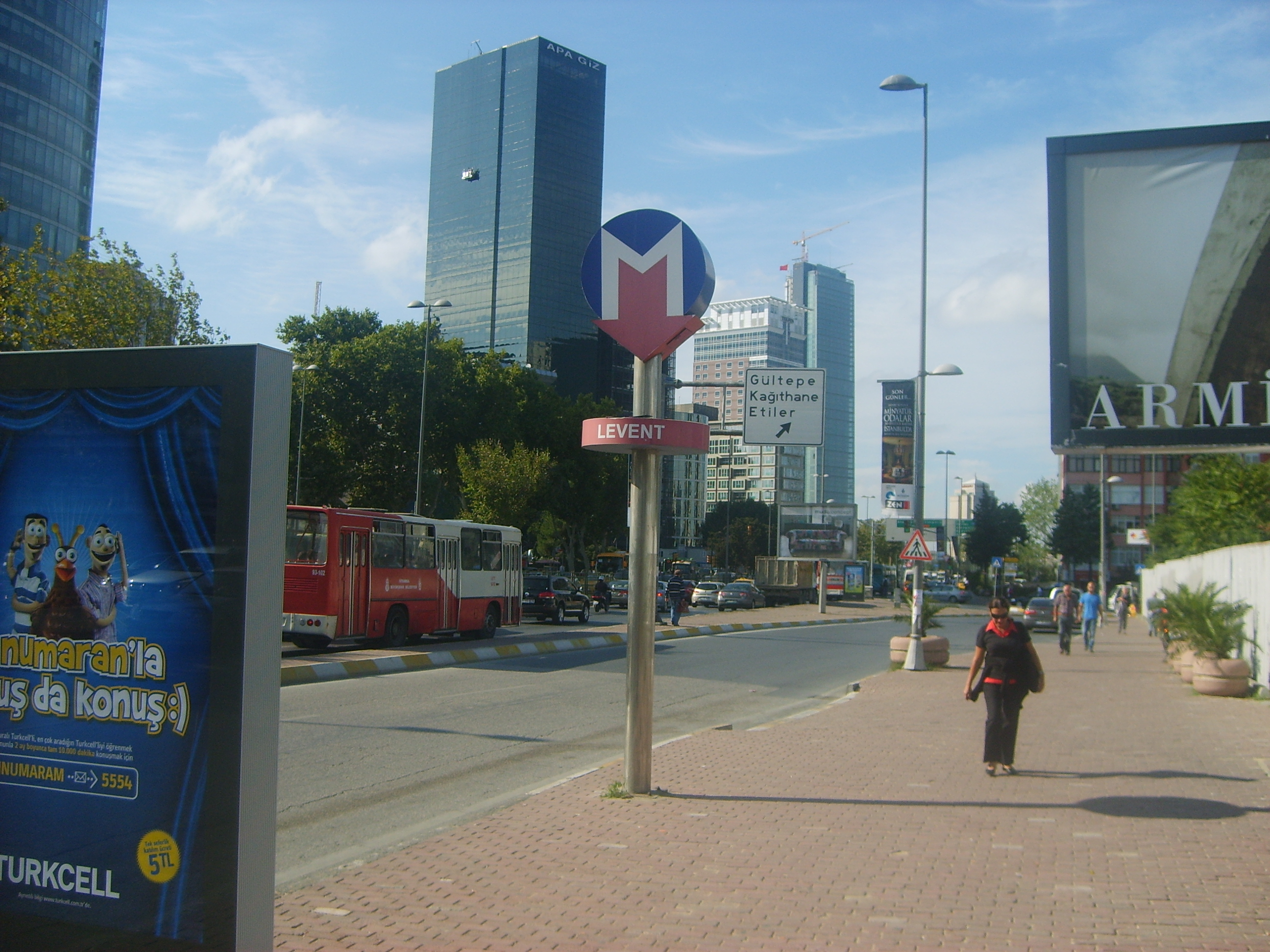
Станция «Левент» метро Стамбула
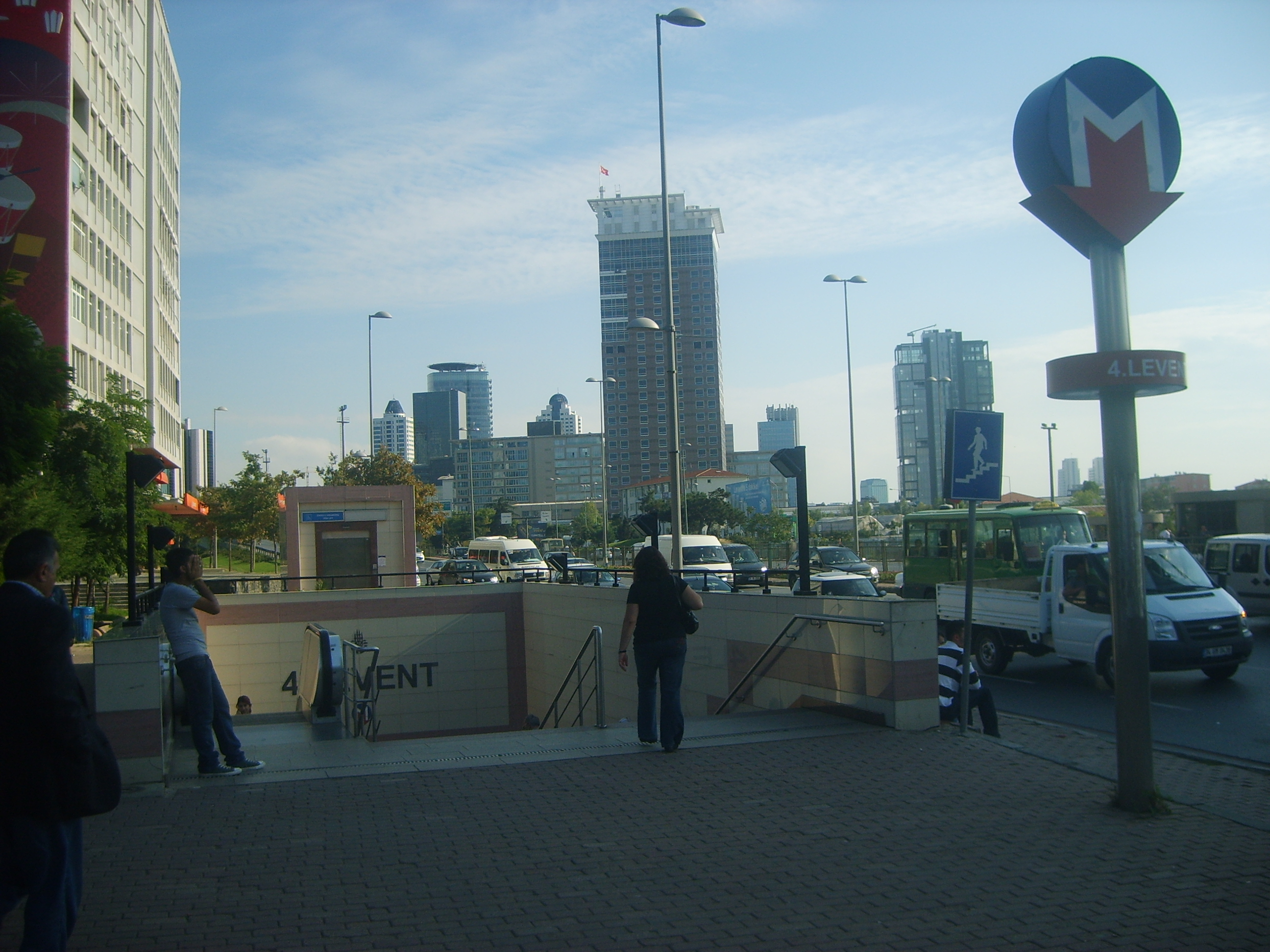
Станция «Левент» метро Стамбула
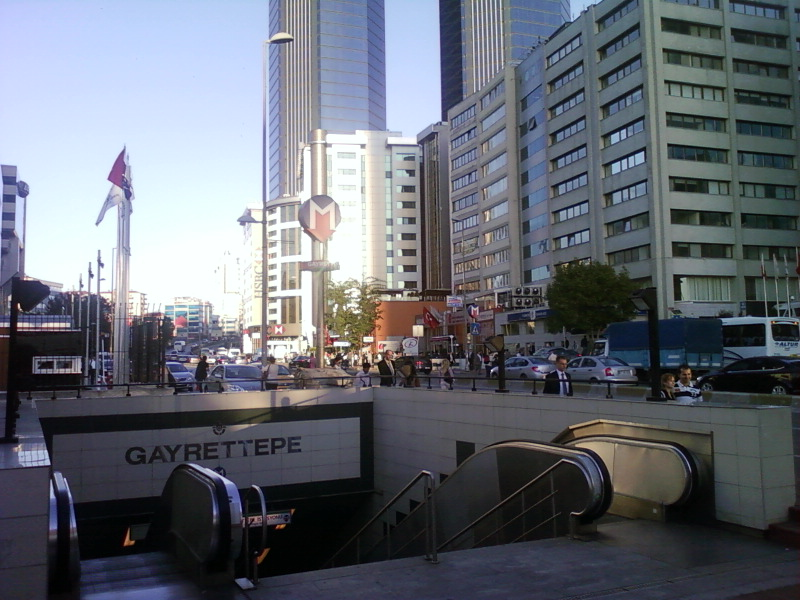
Станция «Гайреттепе» метро Стамбула